# Francisco de Lacerda

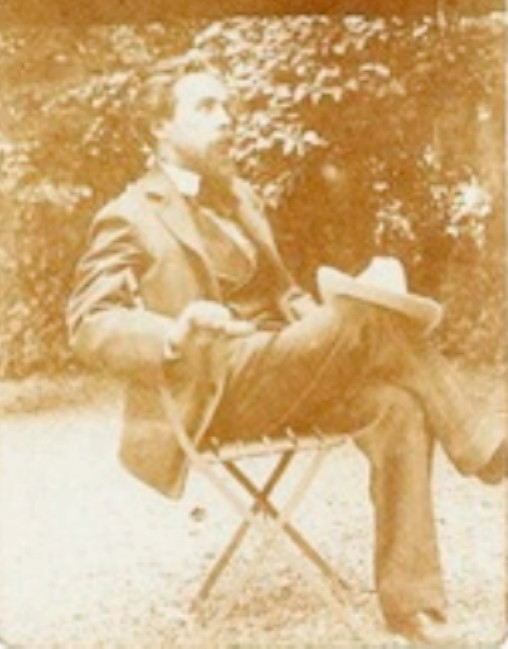
Francisco de Lacerda (1897, Fotografie aus dem Besitz von Eça de Queiroz)

Francisco de Lacerda, eigentlich Francisco Inacio de Sousa Pereira Forjaz de Lacerda, (* 11. Mai 1869 in Ribeira Seca,  Insel São Jorge, Azoren, Portugal; † 18. Juli 1934 in Lissabon, Portugal) war ein portugiesischer Komponist und Dirigent.

## Leben und Wirken
Im Alter von vier Jahren erhielt er durch seinen Vater Musikunterricht. 1888 begann er ein Studium der Medizin in Porto, das er aber aufgab, um sich der Musik widmen zu können. 1891 zog er nach Lissabon, um dort bis 1895 Klavier am nationalen Musikkonservatorium (Conservatório Nacional, heute ESTC) zu studieren. 
1895 zog er nach Paris, wo er am Conservatoire Paris und später an der Schola Canticum studierte. 1904 wurde er Direktor der Konzertreihe Casino de la Baule.
Während seines Aufenthaltes in Paris lernte er zahlreiche bedeutende Gestalten der Musikwelt kennen, darunter Erik Satie, Romain Rolland, Manuel de Falla,  Isaac Albéniz oder Charles Vidor.

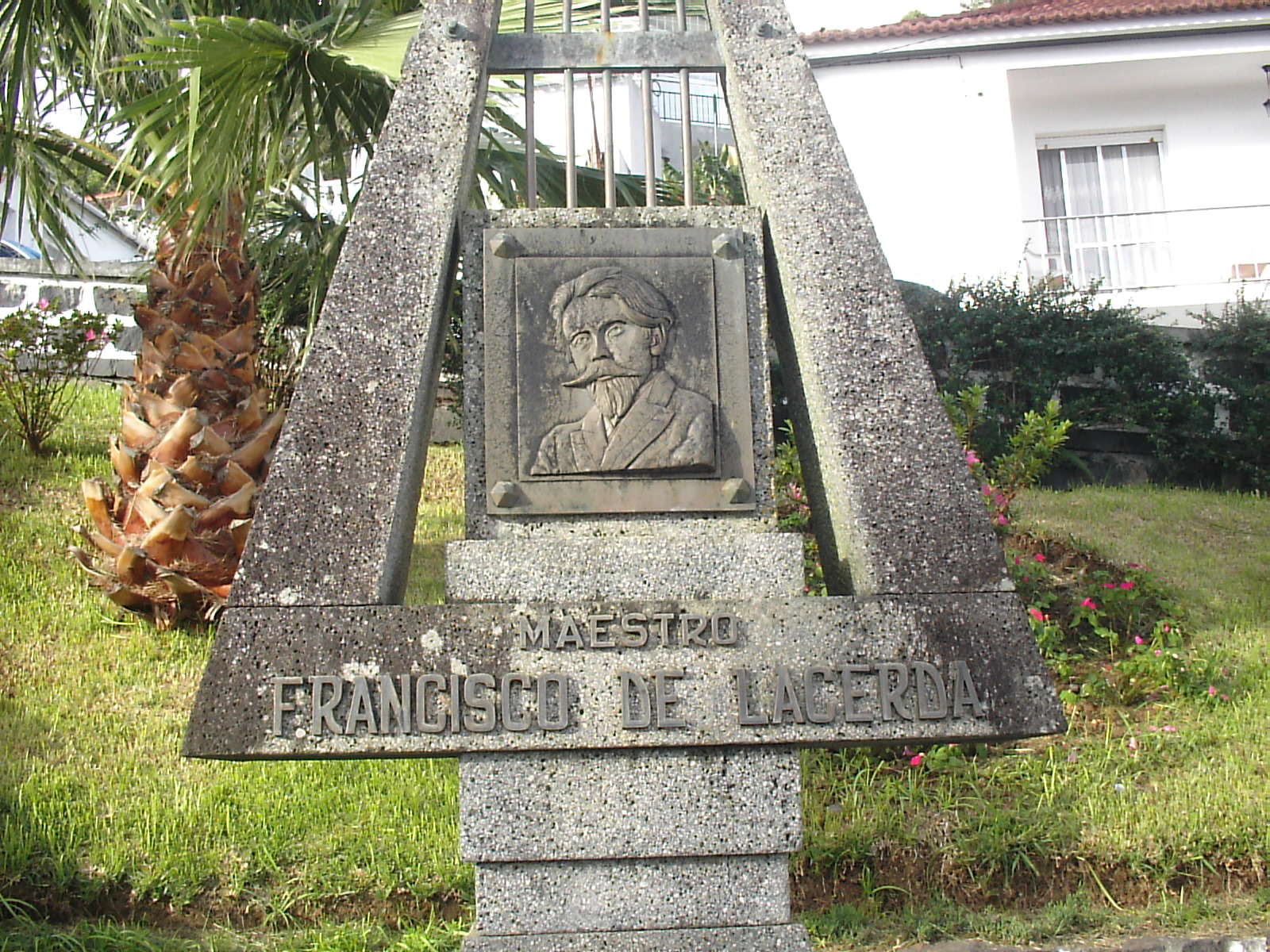
Denkmal Lacerdas in der Kreisstadt Calheta

In Nantes wurde er der Leiter einer eigenen Konzertreihe, in Montreux der Kursaal-Konzerte und in Marseille der großen klassischen Konzertreihe.
Von 1913 bis 1921 lebte er wieder auf den Azoren, um dort ausgiebig zu komponieren und sich der Tradition azoreanischer Musik zu widmen. 1921 zog er erneut nach Lissabon. Dort war er fester Bestandteil des Kulturlebens, u. a. förderte er die Kammermusik in Portugal und poetische Lesungen. Auch war er einer der Mitbegründer der Lissaboner Philharmoniker. 
Zwischen 1925 und 1928 lebte er erneut in Frankreich, wo er erneut ausgiebig komponierte und dirigierte. 1928 kehrte er dann nach Lissabon zurück.
Lacerda starb mit 65 Jahren in Lissabon.
In Calheta auf der Insel São Jorge wurde ihm zu Ehren 1991 ein eigenes Museum eröffnet.

## Werk

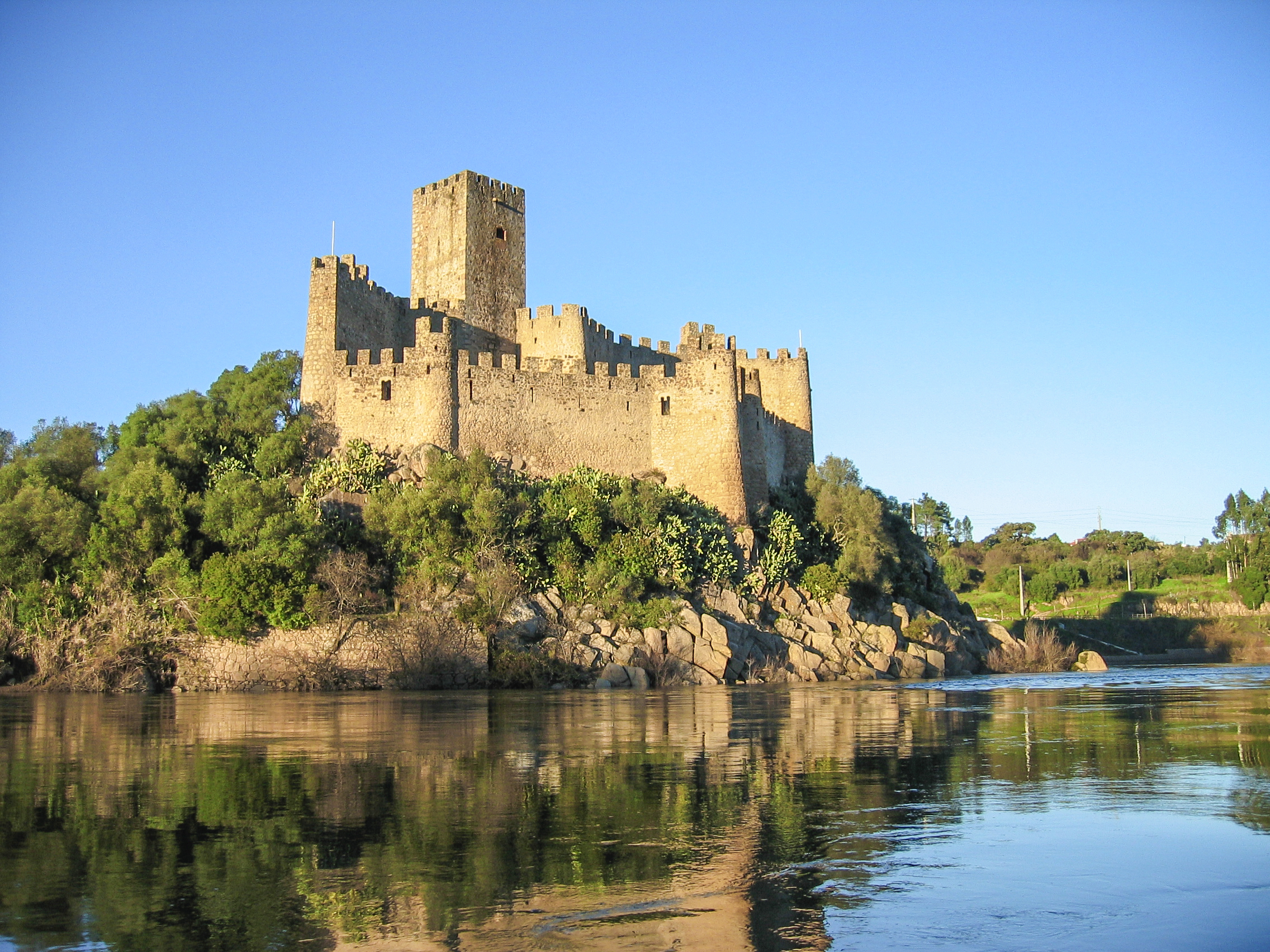
Die Burg Almourol bei Vila Nova da Barquinha war Inspiration für das bekannteste Werk Lacerdas

Unter seinem Werk befindet sich der ungewöhnliche Versuch, Tierarten in Musik umzuwandeln. 36 kleine Lieder komponierte er für verschiedenste Tiere, so z. B. für Schmetterlinge, Elefanten, Pfauen, Vögel.
Einige der von ihm komponierten Werke stellen die Melancholie in den Vordergrund.
Mit einem Werk versuchte Lacerda, Pantomime in Musik umzusetzen.
Viele Lieder sind mit Text ausgestattet worden und wurden von bekannten portugiesischen Sopranistinnen gesungen.
Sein bekanntestes Stück ist "Almourol", ein Stück, das die gleichnamige Festung musikalisch feiert.
Die Einflüsse seiner Musik spiegeln vor allem französische Komponisten wie César Franck, Gabriel Fauré, Maurice Ravel oder Francis Poulenc wider.
Weitere Werke/Stücke sind zum Beispiel Tenho tantas Saudades, Dans le clair de lune, Trovas, Epitaphe.